# مجرى صوتي

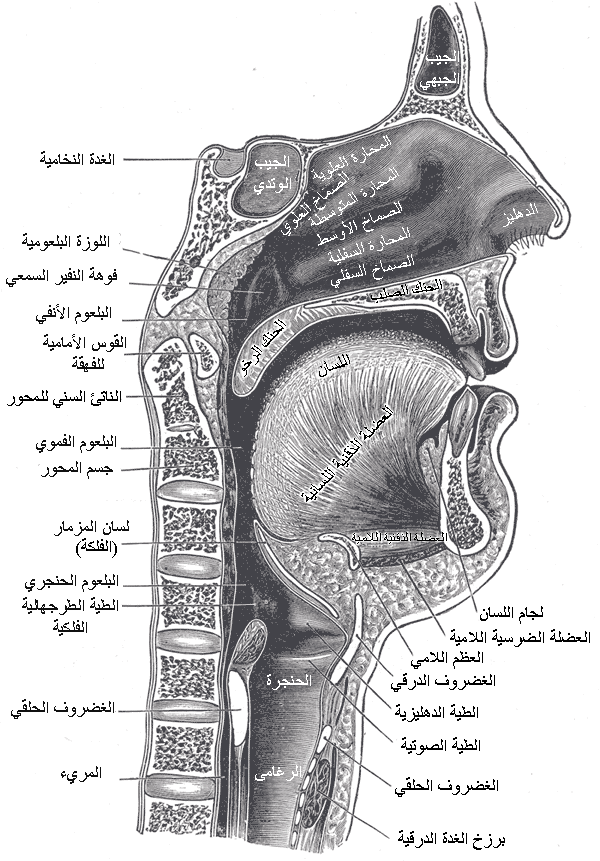
مقطع يوضح الجرى الصوتي عند الإنسان

المجرى الصوتي في جسم الإنسان وفي الحيوانات هو التجويف المحيط بمنطقة الحلق من حيث يخرج الصوت. عند الثدييات تلعب الحنجرة دوراً مهماً في المجرى الصوتي وعند الطيور يدعى المزمار Syrinx.
يبلغ متوسط طول المجرى الصوتي عند الذكر البالغ 16.9 سم وعند الإناث 14.1 سم.

## اقرأ أيضاً
- لغة
- تصنيع صوتي
- صفة حرف